# Franciscov boj
Franciscov boj je ime, ki se običajno daje domnevnemu spopadu med odredom Britanske legije Banastre Tarletona in Petrom Franciscom, vojakom kontinentalne armade z dolgoletno vojaško evidenco med ameriško revolucionarno vojno julija 1781. Zgodba ni utemeljena, nima niti datuma, temelji pa izključno na Franciscovih trditvah, ko je od vlade zahteval denar.
Franciscovi različni opisi spopada so trdili, da je umrl vsaj en moški, več drugih pa je bilo ranjenih. Spopada ni zabeležil nihče drug. Kasnejši zgodovinski zapisi o spopadu so zgodbo olepšali s podrobnostmi, ki jih ni v dokumentarnih zapisih.

## Ozadje
Peter Francisco je bil vojak, ki je med vojno služil v več enotah. Bil je impresivne postave, visok približno 198 cm in več kot 116 kg, znan pa je bil po svoji moči. V severnih kampanjah je sodeloval v bitkah pri Brandywine in Monmouth Court House, domnevno je bil v utrdbah med bitko pri Stony Pointu. Nato je služil v južni vojski pod generalom Greeneom, kjer naj bi maja 1781 v [[Bitka pri Guilford Court House|bitki pri Guilford Courthouse] ubil 11 mož. V tej bitki je bil tudi ranjen in se je vrnil domov v Buckingham, Virginia, da bi si opomogel.

## Spopad
Edini dokumentirani primarni viri za to dejanje izvirajo od samega Petra Francisca. Eno je pismo iz leta 1820, naslovljeno na državno skupščino Virginije, v katerem zahteva odškodnino za svoje delo. Drugo je Franciscova prošnja za finančno podporo iz leta 1829, naslovljena na Kongres Združenih držav Amerike. Njegova prošnja je bila zavrnjena z utemeljitvijo, da je že prejemal vojaško pokojnino. Poročili se v nekaterih podrobnostih razlikujeta, vendar je velik del pripovedi v bistvu enak. Ni znanih drugih virov, ki bi potrdili dogodke, ki jih opisuje; Banastre Tarleton v svojih spominih le na splošno omenja žrtve, ki so se zgodile med odpravo.
V poročilu iz leta 1820 Francisco opisuje, kako je na poti domov skozi okrožje Amelia v Virginiji (v delu, ki je danes okrožje Nottoway v Virginiji) naletel na odred dragoncev iz Britanske legije na plantaži stotnika Benjamina Warda, »West Creek«. Eden od dragoncev je zahteval, naj mu da svojo uro in srebrne zaponke za čevlje. Ta je zavrnil. Ko se je dragonec sklonil, da bi mu vzel zaponke, je Francisco, ki ni bil oborožen, segel dol in iz nožnice potegnil možev meč. Nato je z mečem ubil moža. Glede na pismo iz Virginije je nato "ranil in odgnal druge", pri čemer je vzel osem od devetih konj [devetega konja je jezdil eden od jezdecev, ki je imel veliko ureznino na hrbtu]. V pismu kongresu iz leta 1829 trdi, da je ubil še dva moža in "prestrašil preostalo skupino, ki jih je bilo skupaj šest".

## Okrašena pripoved
Ena najbolj razširjenih pripovedi o Franciscovem boju je bila pripoved virginijskega zgodovinarja Henryja Howeja, ki jo je prvič objavil leta 1845, in se pojavlja tudi v zbirki anekdot iz vojne za neodvisnost iz leta 1844, ki jo je napisal John Lauris Blake. Spodaj ponatisnjena različica (iz Howejeve izdaje iz leta 1852) vsebuje podrobnosti, ki jih ni v Franciscovih lastnih pisnih poročilih, vključno s prisotnostjo Tarletonove glavnine v bližini in trditvijo, da je gostilničar pomagal roparjem. Nekatere podrobnosti so vidne na zgornji gravuri iz leta 1814.
Medtem, ko je britanska vojska leta 1781 s plenjenjem in požigi v Virginiji širila opustošenje in razdejanje, je Francisco opravljal izvidnico. Ko se je ustavil pri hiši gospoda V---, takrat v Ameliji, zdaj okrožju Nottoway, je prišlo devet Tarletonovih konjenikov in trije črnci ter mu povedali, da je njihov ujetnik. Ker je videl, da ga je premagalo število vojakov, se ni upiral. Ker so verjeli, da je zelo miroljuben, so vsi vstopili v hišo in pustili njega in blagajnika skupaj. »Takoj se odpovejte vsemu, kar imate vrednega,« je rekel slednji, »ali pa se pripravite na smrt.« »Nimam se česa odpovedati,« je rekel Francisco, »zato kar izvolite.« »Takoj mi dostavite,« je odvrnil vojak, »tiste ogromne srebrne zaponke, ki jih nosite na čevljih.« »Bile so darilo cenjenega prijatelja,« je odgovoril Francisco, »in žalostno bi me bilo, če bi se ločil od njih.« »Nikoli vam jih ne bom dal v roke. Vi imate moč; vzemite jih, če se vam zdi primerno.« Vojak si je dal sabljo pod pazduho in se sklonil, da bi jih vzel. Francisco, ki je imel tako ugodno priložnost, da si povrne svobodo, je stopil korak za njim zadaj, z močjo izvlekel meč izpod pazduhe in ga takoj udaril po lobanji. »Moj sovražnik,« je pripomnil Francisco, »je bil pogumen in čeprav hudo ranjen, je izvlekel pištolo in v istem trenutku, ko je pritisnil na sprožilec, sem mu skoraj odrezal roko. Krogla me je oplazila po boku. Ben V---. (gospodar hiše) je zelo neradodarno potegnil mušketo, jo dal enemu od britanskih vojakov in mu naročil, naj jo uporabi. Zajahal je edinega konja, ki so ga lahko dobili in mi jo prislonil k prsim. Zgrešil je ogenj. Stekel sem proti cevi puške. Sledil je »kratek boj«. Razorožil sem ga in ranil. Tarletonova četa »štiristo mož« je bila na vidiku. Vse je bilo naglica in zmeda, ki sem jo stopnjeval z nenehnim vpitjem, kolikor sem mogel glasno: "'Pridite, moji pogumni fantje; zdaj je vaš čas; kmalu bomo odpravili teh nekaj in nato napadli glavnino!" Ranjenec je stekel k četi; druge je zajela panika in so zbežali. Zgrabil sem V--- in bi ga ubil, toda ubogi nesrečnik je prosil za življenje; ni bil le predmet mojega prezira, ampak tudi usmiljenja. Osem konj, ki so ostali zadaj, sem mu dal, da  mi jih je skril zame. Ko sem odkril, da je Tarleton poslal še deset mož v zasledovanje, sem pobegnil. Izognil sem se njihovi budnosti. Ustavili so se, da bi se okrepčali. Jaz sem se kot stara lisica zvil in se jim pognal za hrbet. Naslednji dan sem šel k V--- po svoje konje; zahteval je dva zaradi svojega truda in velikodušnih namenov. Ker sem ugotovil, da je moj položaj nevaren in obkrožen sovražniki tam, kjer bi moral najti prijatelje, sem se odpravil s svojimi šestimi konji. Nameraval sem se maščevati za V--- v prihodnosti, toda previdnost je odredila, da ne bom njegov rabelj, saj si je zlomil vrat, ko je padel z enega od konj.'

## Zapuščina
Leta 1931 je lokalna podružnica Hčera ameriške revolucije postavila obeležje na približnem mestu spopada. Nahaja se v bližini skupnosti Jennings Ordinary.
Obstaja državni zgodovinski obeležje, ki obeležuje ta dogodek; Glede na delo Marka M. Boatnerja III. z naslovom »Znamenitosti ameriške revolucije« (izd. 1992) se nahaja na ameriški cesti 360, šest milj južno od Burkevilla v Virginiji in približno pet milj zahodno od mesta, kjer je bila prej gostilna Ward's.